# رنو دو برزیل

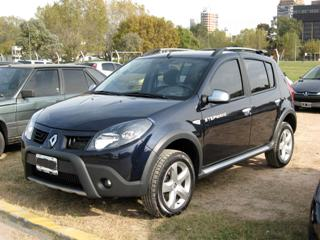
یک ساندرو استپ‌وی تولیدشده در رنو دو برزیل

رنو دو برزیل (به پرتغالی برزیل: Renault do Brasil) یک شرکت تابعه از خودروساز فرانسوی، رنو است که در سال ۱۹۹۷ تأسیس گشت. در سال ۲۰۱۲ برزیل دومین بازار بزرگ شرکت رنو بوده‌است.